# ゼブラヘッド
ゼブラヘッド（英: Zebrahead）は、アメリカ合衆国のロックバンド。1996年にカリフォルニア州オレンジ郡ラハブラで結成された。2019年現在までに10枚のスタジオ・アルバムをリリースしている。ジャンルはパンク・ロック、ポップ・パンク、ラップ・ロック、ラップ・メタル、ラップコア、オルタナティヴ・ロックに分類される。日本では通称「ゼブラ」、「ゼブヘ」、「シマウマ」など。2013年現在、日本最大級の音楽フェスサマーソニックの最多出演バンド（通算7回目）である。2015年にバンド結成20周年を迎えた。

## 略歴

### 1996〜1997年『バンド結成からデビューに向けて』
ゼブラヘッド（英: Zebrahead）は1996年にカリフォルニア州オレンジ郡ラハブラにて、ギターのグレッグ・バーグドルフとドラムのエド・ウドハス(元「409」)、ベースのベン・オズモンドソン(元「3-Ply」)、ボーカル・ギターのジャスティン・マウリエロ(元「ワンス・ゼアー」)で結成。当時この4人の所属するバンドが同じスペースを使って練習していたこともあり試しにセッションしてみたところ、すぐに意気投合し仲良くなった。その後、さらなる音楽の可能性を追求するため、4人はそれぞれのバンドを脱退してゼブラヘッドを結成する。
バンドは フガジやディセンデンツなどに影響を受けており、地元で流行していた スカ・パンクではなくヒップホップの要素をバンドの音楽に取り入れるようになる。やがて、ラッパーのアリ・タバタビィをバンドに迎え入れ、バンドはツインボーカル体制となる。その後、1997年に『第7回Los Angeles Music Awards』 (ロサンゼルス・ミュージック・アワード) で「Orange County Band of the Year」 (オレンジカウンティ・バンド・オブ・ザ・イヤー) を受賞した。

### 1998〜2002年『ウェイスト・オブ・マインド』と『プレイメイト・オブ・ザ・イヤー』
1998年4月21日、セルフタイトルとなるデモ・アルバム(事実上のファースト・アルバム)『ゼブラヘッド』（アルバム・ジャケットが全面黄色だったことからファンの間では通称「イエロー」）をインディーズレーベルのDoctor Dream Recordsからリリース。同年にメジャーレーベルのコロムビア・レコードと契約をかわすと2枚目のフル・スタジオ・アルバム『ウェイスト・オブ・マインド』をリリースし、メジャーデビューを果たす。新曲とあわせて、前作から新たにレコーディングしなおした曲もこのフル・アルバムに収録されたほか、ラジオでマイナーヒットした「ゲット・バック」も収録。この曲はアメリカのビルボードにおけるモダン・ロック・トラックス (オルタナティヴ・ソングス) チャートで32位を記録するなどアメリカ国内で人気を集めた。続いて2000年8月には3枚目のスタジオ・アルバム『プレイメイト・オブ・ザ・イヤー』をリリース、全米中に人気が広まる。そのわずか1年後の2001年10月には日本限定盤EP「ステューピッド・ファット・アメリカンズ」をリリース。その後日本で『サマーソニック 2001』に出演した。

### 2003〜2005年『MFZB』と『ウェイスト・オブ　MFZB』、メンバーチェンジ
『プレイメイト・オブ・ザ・イヤー』のリリースから3年後の2003年後半、4枚目のスタジオ・アルバム『MFZB』をリリース。『MFZB』とは「Mother Fucking Zebrahead Bitch」 (マザー・ファッキング・ゼブラヘッド・ビッチ) の略で、バンドのファンクラブの名称をとってこのアルバムに名付けられた。それまでのヒップホップっぽいファンクなサウンドから、よりヘビーなパンク・ロック調の新しいサウンドが盛り込まれたアルバムに仕上がっている。特に日本でのプロモーションに力を入れた結果、オリコンチャートで第9位を記録。『サマーソニック 2003』にも出演し、日本で単独ツアーも行った。
2004年7月、5枚目のスタジオ・アルバム『ウェイスト・オブ　MFZB』を日本限定リリース。タイトルのとおり『MFZB』制作時に選曲から漏れて収録しきれなかった楽曲がこのアルバムに収録された。

#### ジャスティン(Vo/G) の脱退とマッティ (Vo/G) の加入

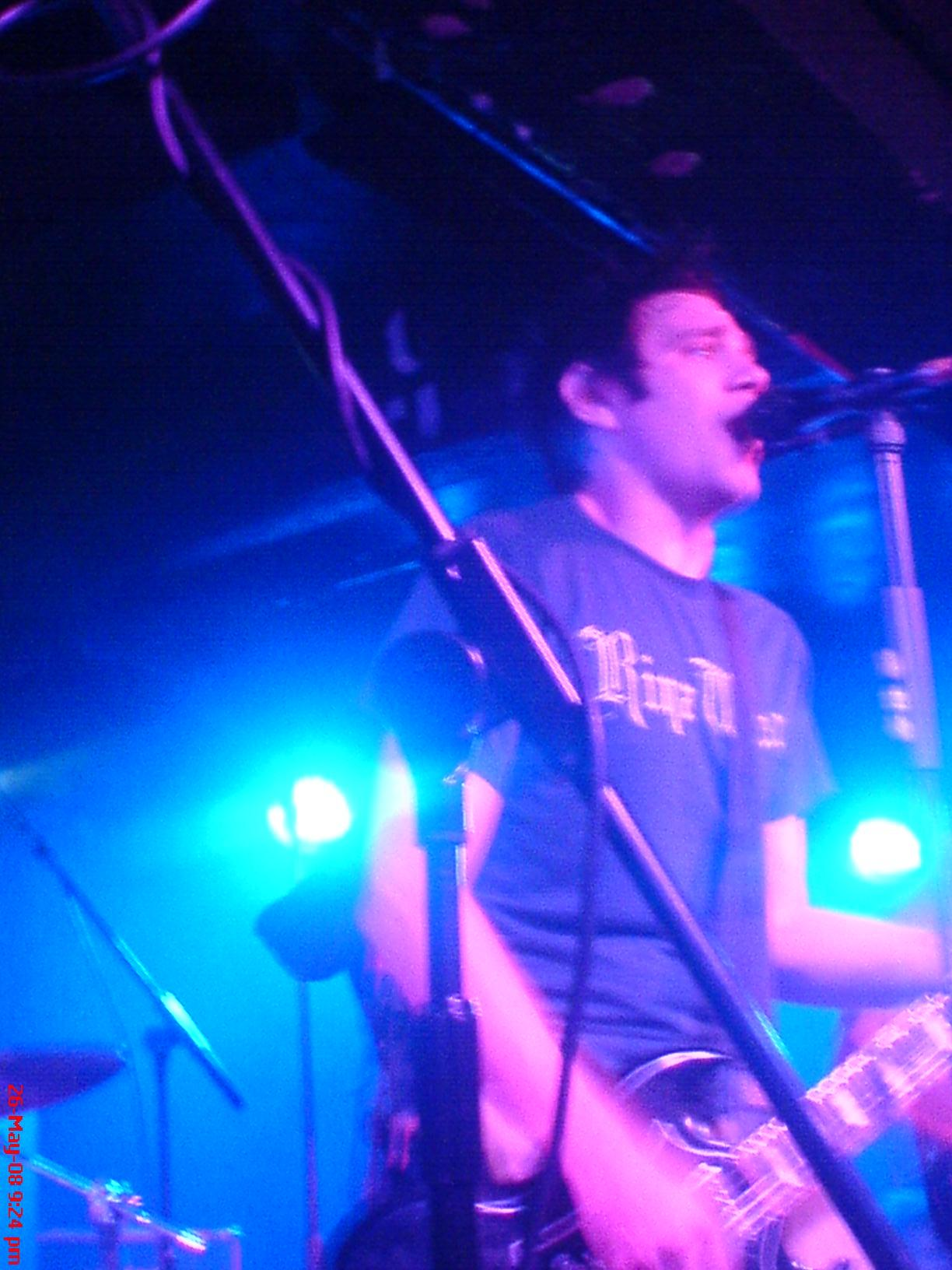
マッティ・ルイス (Vo/G)

2004年後半、日本を含むツアー終了後ほどなくして、音楽的な方向性の違いからボーカル・リズムギターのジャスティン・マウリエロがバンドを脱退。2004年頃にジャスティンの後任となるマッティ・ルイスがゼブラヘッドに加入する。彼が「ジャンク1000」というパンク・バンドに所属していた頃、ゼブラヘッドと一緒に全米ツアーを行ったことがあり、彼らはそこで知り合った。やがて「ジャンク1000」は解散し、ジャスティンはゼブラヘッドを脱退。その後、ゼブラヘッドからドラムのエドとベースのベンがマッティのソロ・プロジェクトのレコーディングに参加することになり、スタジオでエドとベンから「ゼブラヘッドでボーカルをやってみないか」と誘われたマッティがOKを出した。だがその時点でマッティはゼブラヘッドの音源を聴いたことがなかったため、自身のマネージャーに頼んでゼブラヘッドのこれまでの全作品を送ってもらい、バンドの曲をすべて覚えることになったという。
その頃ジャスティンはミュージシャンとして新しい一歩を踏み出すべく「アイ・ヘイト・ケイト」というバンドを結成。のちにバンドは「ダーリン・シーブス」へと改名する。

### 2006〜2008年『ブロードキャスト・トゥ・ザ・ワールド』と『フェニックス』

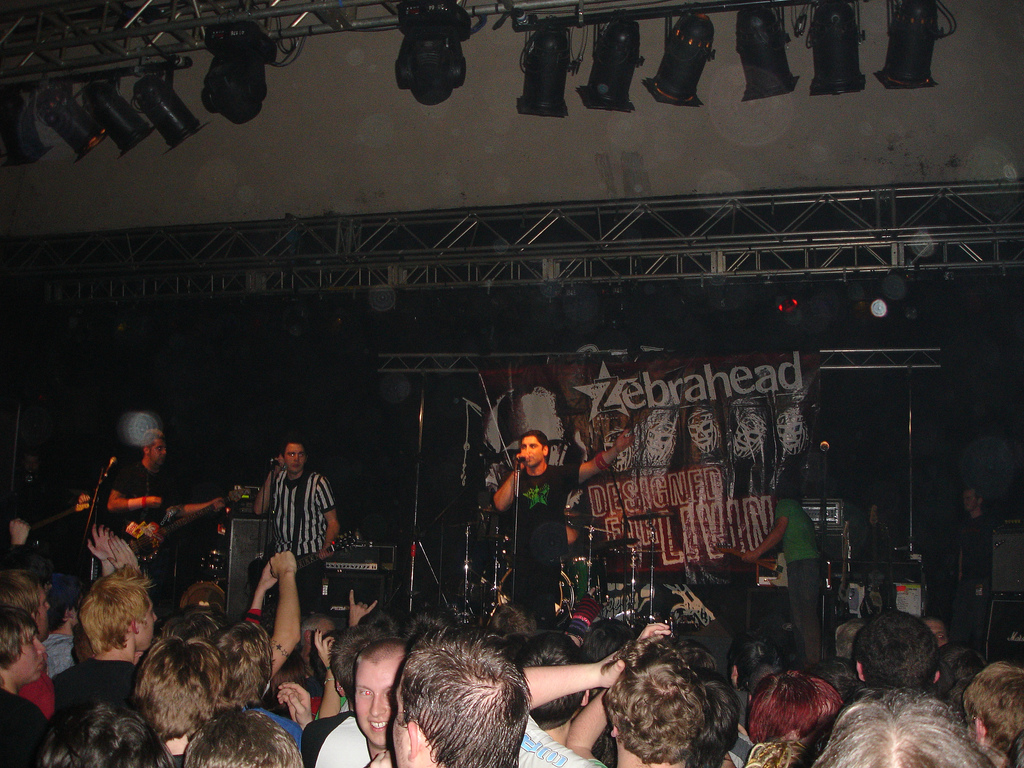
ゼブラヘッドのパフォーマンス
（2006年）

バンドは新しいボーカル・マッティ・ルイスを迎え入れ、2006年前半、6枚目のスタジオ・アルバム『ブロードキャスト・トゥ・ザ・ワールド』を引っさげて音楽シーンへ舞い戻ってくる。このアルバムはのちに年間を通じてアメリカ国外でも発売された。日本ではオリコン洋楽チャートで1位を獲得する。
また、同年5月 (日本では6月) には米国プロレス団体WWEから発売されたコンピレーション・アルバム『WWE WRECKLESS INTENT』に「With Legs Like That」を楽曲提供。
同年6月、イギリスの音楽フェス『ダウンロード・フェスティバル 2006』にも出演。夏に自身のヨーロッパツアーを終えた彼らは『ワープド・ツアー』に参加し全米でライブパフォーマンスを繰り広げた。日本では『パンクスプリング 2006』や『サマーソニック 2006』に出演、単独ツアーも行った。
一方でバンドは、セガのアクションゲームソニック・ザ・ヘッジホッグのメインテーマソング「His World」の制作に参加。翌2007年には、この曲が収録されたテーマソング・アルバム『SONIC THE HEDGEHOG VOCAL TRAXX/SEVERAL WILLS』が発売された。このアルバムには、アリとマッティがゲストボーカルとして参加したオリジナル・トラックの「His World」と、ゼブラヘッドにより編曲・レコーディングされたアディショナル・トラックの「His World」2曲が収録されている。
バンドは7枚目のスタジオ・アルバム準備のため楽曲制作を開始。その後2007年5月にMxPxとのツーマン・ツアーでヨーロッパへ舞い戻り、単独でUKツアーも行った。2007年10月には再度イギリスへ渡り「アーミー・オブ・フレッシュメン」、「ブラッドハウンド・ギャング」、「ボウリング・フォー・スープ」らとともに『ゲット・ハッピー』ツアーを敢行し彼らとステージをともにした。その後、次作へ向けての楽曲制作を再開、2008年3月には「ヘル・イェー！」をプロデュースしたハワード・ベンソンや、アルバム後半のトラックをプロデュースしたキャメロン・ウェブらとともに早速レコーディングにとりかかる。
その後、『フェニックス』というタイトルで2008年夏頃に新作をリリースする予定であると発表。日本でこのアルバムが発売される前日にはEP「ノット・ザ・ニュー・アルバム 」リリース。本作は2010年に新曲2曲と日本盤『フェニックス』に収録されたボーナストラックを追加して再発売された。2008年6月、バンドは再びイギリスへ渡って『ダウンロード・フェスティバル』、『Slam Dunk Festival』、『Greenfield Festival』などの音楽フェスに出演。渡英前には、ヨーロッパでもツアーを敢行。日本では、『サマーソニック 2008』にも出演し、冬には単独ツアーも行った。アメリカでのツアーも予定されていたのだが、ボーカルのマッティが体調を崩してしまい、彼のコンディションを第一に考えて二度と声が出なくなるような事態を避けるため、やむなくアメリカツアーをキャンセルした。

### 2009〜2012年『パンティー・レイド』と『ゲット・ナイス！』
2009年春には、1990年〜2000年代に活躍した女性ミュージシャン限定のカバーアルバムをレコーディング中であり、アルバム・タイトルは『パンティー・レイド』で同年晩秋にリリース予定であることを発表する。追ってこのアルバムの収録曲とリリース日が決定するとともに、アヴリル・ラヴィーンの楽曲である「ガールフレンド」のカバー・バージョンをシングルカットすると発表。そのほかにもエイミー・ワインハウスの「リハブ」、ジェニファー・ロペスの「ジェニー・フロム・ザ・ブロック」、デスティニーズ・チャイルドの「サバイバー」などのカバー・バージョンがフィーチャーされたアルバムになるとバンドは語った。プロデューサーにはグリーン・デイのサポートメンバーでおなじみのジェイソン・フリースを迎える。2009年後半から2010年春にかけて、アルバムのプロモーションも兼ねてヨーロッパ、日本、全米でレス・ザン・ジェイクとのツアーを敢行した。
2010年8月、スタジオ・アルバムの制作をスタートし、同年終盤にはレコーディングを開始する予定であることを発表。その後、2011年春にはニュー・アルバムの収録曲とリリース日について言及し、アルバム・タイトルが『ゲット・ナイス！』になることも明らかにした。アルバムのリリースに先駆けて2011年6月には「リッキー・ボビー」を、7月にはアルバム・タイトル曲の「ゲット・ナイス！」をシングルカット。アルバムのプロモーションを兼ねて、リリース後から2012年夏にかけて『ゲット・ナイス！・オア・ダイ・トライング』ツアーを敢行し、ヨーロッパ、日本、オーストラリア、アメリカなどのライブハウスやフェスでパフォーマンスを繰り広げた。

### 2013〜2014年『コール・ユア・フレンズ"』、メンバーチェンジ
2012年7月、Zebraheadは10枚目のスタジオ・アルバムに向けて楽曲制作中であり、2013年8月にリリース予定であることを発表。その後も動画やSNSを更新してファンへ向けて随時情報を発信した。

#### グレッグ (G) の脱退とダン (G) の加入

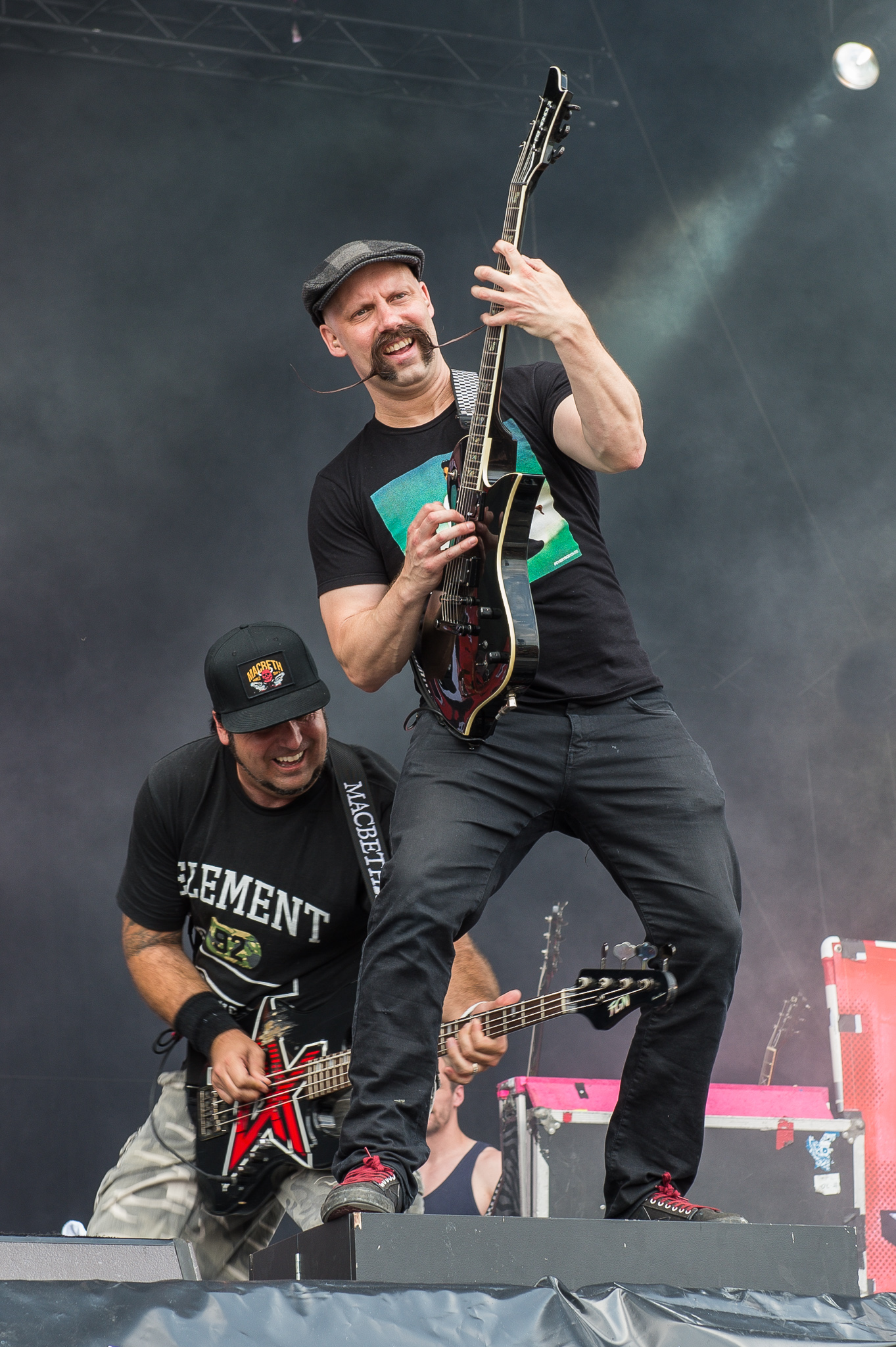
ダン (G) と ベン (B)
ロック・イム・パルク (ドイツ) にて
（2015年）

2013年6月には、次回作のタイトルが『コール・ユア・フレンズ』であること、また同年8月以降に世界各国で順次発売されることを明言。しかしその翌月、バンドはリードギターのグレッグ・バーグドルフがバンドを脱退することを発表。もっと家族と一緒に過ごしたいからという理由だった。その後、グレッグの後任としてデス・バイ・ステレオのリードギターを務めるダン・パーマーが加入。バンドの次回作となる『コール・ユア・フレンズ』ではすでにダンがリード・ギターを務めていた。2013年7月にアルバムのタイトル曲である「コール・ユア・フレンズ」をシングルリリース。その数ヶ月後にはアルバムのプロモーションを兼ねてツアーに突入した。
また、2014年のツアーではプロモーションの一環としてプレッジ・ミュージックのキャンペーンを利用し、ドイツでのツアーの模様をおさめたライブDVD『ウェイ・モア・ビア』をリリース。また、アメリカでショートツアーを敢行し、イリノイ州ジョリエットで行われたツアー最終日には「MxPx」や「アリスター」と競演した。

### 2015年〜バンド結成20周年記念を迎えて

#### 『グレイテストヒッツ？』と『アーリー・イヤーズ〜リビジテッド』
2015年、バンドは結成20周年を迎える。これを記念して3月11日にはバンド初となるコンピレーション・アルバム『グレイテスト・ヒッツ？』を日本限定発売。同アルバムには現在のボーカルであるマッティをフィーチャーしてレコーディングしなおした初期の楽曲とともに、これまでのバンドの代表曲や「MAN WITH A MISSION」のジャン・ケン・ジョニーをフィーチャーした新曲「Devil on My Shoulder」も収録された。日本以外の各国では、4月21日に通常盤『アーリー・イヤーズ〜リビジテッド』をリリース。新曲「Devil on My Shoulder」とともにレコーディングしなおした初期の楽曲のみが収録された。また同年3月には『パンクスプリング 2015』に出演、幕張メッセでは「MAN WITH A MISSION」のメンバーとも競演し会場を湧かせた。

#### 『ウォーク・ザ・プランク』とワールド・ツアー

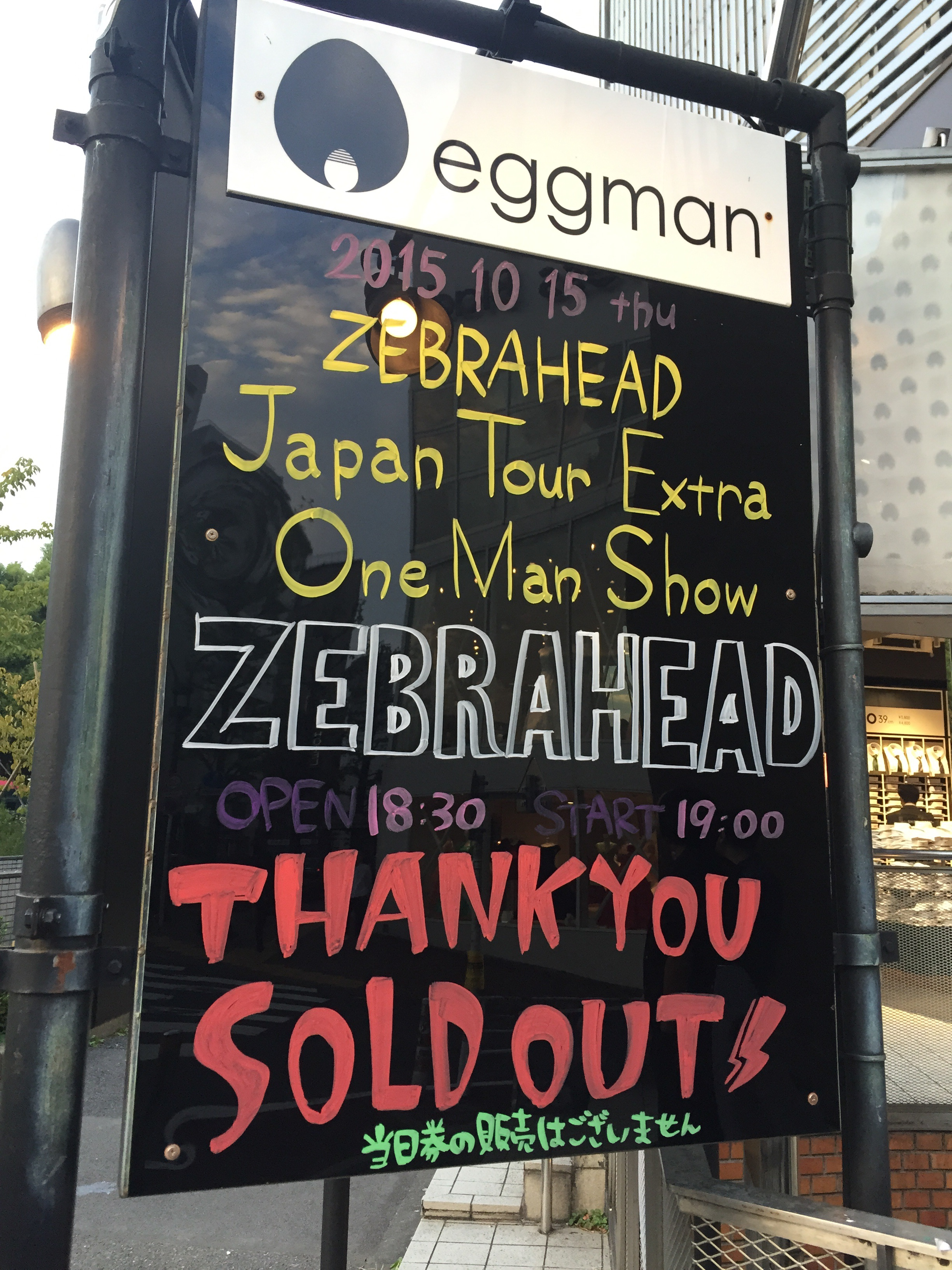
渋谷eggmanのライブサイン
(2015年10月15日)

2015年5月20日、 「MAN WITH A MISSION × Zebrahead」名義でスプリットEP「Out of Control」を日本限定リリース、8月21日には日本盤と収録曲が異なる通常盤EPをリリースした。また、このEPのタイトル曲はアメリカで製作された映画『マッドマックス 怒りのデス・ロード』のエンディング・テーマとしても起用され話題となった。同年春から夏にかけては、イギリスの「スラム・ダンク・フェスティバル 2015」やドイツの「ロック・アム・リング 2015」、「ロック・イム・パルク 2015」などヨーロッパやアメリカで数々のフェスに出演した。
同年10月7日、結成20周年記念作品としてスタジオ・アルバム『ウォーク・ザ・プランク』を日本先行リリース。日本盤にはボーナス・トラック3曲が収録されている。また同アルバムのリリース直後に来日し、10月15日にはshibuya eggmanで一夜限りの単独ライブを行う。なお、このライブのチケットはソールド・アウトした。また、『ウォーク・ザ・プランク/Out of Control』ツアーと銘打って「MAN WITH A MISSION」との日本ツーマン・ツアーを敢行。同年10月〜11月にかけては「MxPx」、「MAN WITH A MISSION」、ドイツのバンド「モントリオール」らとともにドイツを中心としたヨーロッパツアーを展開する。
2016年2月、バンド結成20周年を記念して単独日本ツアーを予定している。

## メンバー
- アリ・タバタビィ(英: Ali Tabatabaee) - ラップ （1996年〜現在）
- ベン・オズモンドソン(英: Ben Osmundson) - ベース、コーラス （1996年〜現在）
- エド・ウドハス(英: Ed Udhus) - ドラム、パーカッション （1996年〜現在）
- ダン・パーマー(英: Dan Palmer) - リードギター、コーラス （2013年〜現在）
- エイドリアン・エストレラ(英: Adrian Estrella) - ボーカル、リズムギター （2021年〜現在）

アリの右腕には「威」、エドの右腕には「一期一会」、左腕には「華麗」、グレッグの左腕には「響」とそれぞれ漢字のタトゥーが入っている。

### 旧メンバー
- ジャスティン・マウリエロ (英: Justin Mauriello) - ボーカル、リズムギター （1996年〜2004年）
- グレッグ・バーグドルフ (英: Greg Bergdorf) - リードギター、コーラス （1996年〜2013年）
- マッティ・ルイス(英: Matty Lewis) - ボーカル、リズムギター （2005年〜2021年）

ジャスティンは脱退後、アイ・ヘイト・ケイト、ダーリン・シーブスと並行してのソロ活動を経て、2020年からグレッグとZ3N Mafiaを結成し活動。
マッティは脱退後、カントリーアーティストのMendon Haleとして活動しつつ、テキサス州グレンローズで牧場を営みながら暮らしている。

### ツアー・セッションメンバー
- ハワード・ベンソン - キーボード （1998〜2000年, 2008年）
- ジェイソン・フリース - キーボード、ピアノ （2006年〜現在）
- Dan Regan - トロンボーン （ライブで"Anthem"を演奏する際のサポートとして; 2006〜2014年）
- John Christianson - トランペット （ライブで"Anthem"を演奏する際のサポートとして; 2006年〜現在）
- Chris Dalley - ドラム （2008年夏UKツアーでエド・ウドハスの代理を務める）
- ダン・パーマー(英: Dan Palmer)- リードギター （2010年レス・ザン・ジェイクとのツアーと2012年オーストラリアの音楽フェス「サウンドウェーブ」でグレッグ・バーグドルフの代理を務める）

## ディスコグラフィ
月/日にある "- (ハイフン)" は未発売を表す

### デモ・アルバム
本作が事実上のファースト・アルバム
| No. | 年   | 月/日 (海外) | 月/日 (日本) | タイトル (英)                        | タイトル (日) | レーベル           |
| --- | ---- | ------------ | ------------ | ------------------------------------ | ------------- | ------------------ |
| 1   | 1998 | 4/21         | -            | Zebrahead (Self-Titled “The Yellow”) | ゼブラヘッド  | ドクター・ドリーム |

### スタジオ・アルバム
＊1: 日本盤ボーナス・トラックあり
| No. | 年   | 月/日 (海外) | 月/日 (日本) | タイトル (英)          | タイトル (日)                            | レーベル                              |
| --- | ---- | ------------ | ------------ | ---------------------- | ---------------------------------------- | ------------------------------------- |
| 1   | 1998 | 10/13        | 11/21        | Waste of Mind          | ウェイスト・オブ・マインド               | ソニーBMG                             |
| 2   | 2000 | 8/22         | 10/12        | Playmate of the Year   | プレイメイト・オブ・ザ・イヤー＊1        | ソニーBMG                             |
| 3   | 2003 | 10/21        | 9/10         | MFZB                   | MFZB＊1                                  | ソニーBMG                             |
| 4   | 2004 | -            | 7/22         | Waste of MFZB          | ウェイスト・オヴ MFZB                    | ソニーBMG                             |
| 5   | 2006 | 10/24        | 2/22         | Broadcast to the World | ブロードキャスト・トゥ・ザ・ワールド＊1  | ソニーBMG                             |
| 6   | 2008 | 8/5          | 7/9          | Phoenix                | フェニックス＊1                          | ICON MES                              |
| 7   | 2011 | 8/16         | 7/27         | Get Nice!              | ゲット・ナイス！＊1                      | ソニー・ミュージック                  |
| 8   | 2013 | 8/13         | 8/7          | Call Your Friends      | コール・ユア・フレンズ＊1                | ソニー・ミュージック                  |
| 9   | 2015 | 10/16        | 10/7         | Walk the Plank         | ウォーク・ザ・プランク＊1                | ソニー・ミュージック                  |
| 10  | 2019 | 3/8          | 3/6          | Brain Invaders         | ブレイン・インベーダー ～脳内ジャック＊1 | avex trax - 本作からavex traxに移籍。 |

### カバー・アルバム
＊1: 日本盤ボーナス・トラックあり
| No. | 年   | 月/日 (海外) | 月/日 (日本) | タイトル (英) | タイトル (日)         | レーベル             |
| --- | ---- | ------------ | ------------ | ------------- | --------------------- | -------------------- |
| 1   | 2009 | 12/8         | 11/4         | Panty Raid    | パンティー・レイド＊1 | ソニー・ミュージック |

### ライブ・アルバム
＊1: Pledge Musicで期間限定発売
| No. | 年   | 月/日 (海外) | 月/日 (日本) | タイトル (英)                            | タイトル (日)      | レーベル     |
| --- | ---- | ------------ | ------------ | ---------------------------------------- | ------------------ | ------------ |
| 1   | 2014 | 12/19        | -            | Way More Beer – Live in Köln, Germany＊1 | ウェイ・モア・ビア | MFZBレコード |

### コンピレーション・アルバム
＊1: 再レコーディング曲と新曲を含む
| No. | 年   | 月/日 (海外) | 月/日 (日本) | タイトル (英)                | タイトル (日)          | レーベル             |
| --- | ---- | ------------ | ------------ | ---------------------------- | ---------------------- | -------------------- |
| 1   | 2015 | -            | 3/11         | Greatest Hits? – Volume 1＊1 | グレイテスト・ヒッツ？ | ソニー・ミュージック |

### ベスト・アルバム
＊1: 再レコーディング曲と新曲を含む
| No. | 年   | 月/日 (海外) | 月/日 (日本) | タイトル (英)               | タイトル (日)                    | レーベル     |
| --- | ---- | ------------ | ------------ | --------------------------- | -------------------------------- | ------------ |
| 1   | 2015 | 4/21         | -            | The Early Years – Revisited | アーリー・イヤーズ〜リビジテッド | MFZBレコード |

### EP
＊1: デジタル配信のみ

＊2: MAN WITH A MISSION×Zebrahead名義 / 日本盤と海外盤で収録曲が異なる

| No. | 年   | 月/日 (海外) | 月/日 (日本) | タイトル (英)           | タイトル (日)                          | レーベル             |
| --- | ---- | ------------ | ------------ | ----------------------- | -------------------------------------- | -------------------- |
| 1   | 2001 | 8/9          | 1/31         | Stupid Fat Americans    | ステューピッド・ファット・アメリカンズ | ソニーBMG            |
| 2   | 2008 | 7/8          | -            | Not the New Album EP＊1 | ノット・ザ・ニュー・アルバム           | ICON MES             |
| 3   | 2015 | 8/21         | 5/20         | Out of Control Split＊2 | Out of Control＊1                      | ソニー・ミュージック |

### サウンドトラック
- SONIC THE HEDGEHOG VOCAL TRAXX/SEVERAL WILLS - 2007/1/10 発売

メインテーマソング「His World」ゲストボーカル: アリ・タバタビィ、マッティ・ルイス

### トリビュート・アルバム
- L'Arc〜en〜Ciel Tribute - 2012/6/13 発売

「L'Arc〜en〜Ciel」の代表曲「READY STEADY GO」をカバー。
『コール・ユア・フレンズ』の日本盤ボーナス・トラックとしても収録されている。

## ビデオグラフィ
- MFZB～THE DVD～ BANZAI MOTHER F**KER!　(2003/10/22)
- BROADCAST TO THE WORLD: THE F**KING DVD　(2008/07/09)